# پاکو هریرا
پاکو هریرا (انگلیسی: Paco Herrera؛ زادهٔ ۲ دسامبر ۱۹۵۳) بازیکن فوتبال اهل اسپانیا است.
از باشگاه‌هایی که در آن بازی کرده‌است می‌توان به باشگاه فوتبال سابادل، باشگاه فوتبال لوانته، و باشگاه فوتبال اسپورتینگ خیخون اشاره کرد.